# Szexbaba
A szexbaba szexuális segédeszköz, elsősorban férfiak használják önkielégítéshez.

## A kezdetek
A 15. századig visszavezethető a guminők története. Francia és spanyol tengerészek nőre vágytak a tengeren, és a korlátozott lehetőségeik miatt a kreativitásukat használva, megalkották az első „úti hölgyet”, más néven dama de viajét vagy dame de voyage-t, amit ruhadarabokból varrtak össze.
A spanyol és francia ötletet felhasználva a 20. század első felében, 1930 környékén német és japán hadihajók legénysége is alkotott úti hölgyet.

## A fejlődő szexbaba
Modern értelemben meglepő tény, hogy az első guminő ötlete Heinrich Himmler nevéhez fűződik. 1940-ben Adolf Hitler elrendelte, hogy készítsenek olyan babát, ami kielégíti katonái nemi vágyait. Erre az intézkedésre azért volt szükség, mert a tisztek francia prostituáltakkal háltak és ezért meglehetősen sok betegséget szedtek össze.
Az utasítást követően el is készült az első szextárgy, mely a valódi nőnél kisebb volt ugyan, de a célnak tökéletesen megfelelt. Egy magyar színésznőről, Käthe von Nagyról akarták mintázni a babát, ám a szabadkai születésű színésznő elutasította. A baba szőke és kék szemű lett, gömbölyded idomokkal.
Egy amerikai újságíró Graeme Donald számolt be erről a történetről, aki a titokzatos Borghild Projektre a Barbie baba múltjának kutatása közben bukkant rá. 
Heinrich Himmler az SS vezetője így beszélt 1940-ben a projekt kezdete előtt:
„Párizsban a legnagyobb veszély a kurvák ellenőrizhetetlen jelenléte az utcákon, bárokban és táncos mulatókban. A mi feladatunk, hogy megakadályozzuk, hogy a katonák a gyors kaland kedvéért kockáztassák az egészségüket.”
A nácik által megszállt Saint Helier egyik laktanyájában helyezték el az első babákat. Kevés finomítás után Himmler rendelt is 50 darabot. 1942 elején meggondolta magát, a programot felfüggesztették, majd a tervek és a dokumentációk Drezda bombázásakor megsemmisültek.
A történetet Arthur Rink mesélte el, aki tagja volt az akkori Faji Higiénia és Demográfiai Kutató Csoportnak.
A segédeszköz később – több más szexuális segédeszközzel együtt – tovább fejlődött, nem utolsósorban az 1960-as évek szexuális forradalma hatására, a kínálat is szélesedett különböző fajtájú szexbabára, úgy mint szín, testalkat, kidolgozottság. Idővel férfi szexbabák is megjelentek.

## Realdoll szexbaba
Az 1980-as években jelent meg az a brit szenzáció, mely egy szexrobot volt, amit már gombokkal irányítottak. Ennek formájára a 90-es években a kaliforniai Abyss Creations alkotta meg, a RealDoll nevezetű babáit a maguk 145-170 centiméter magasságukkal és 35–45 kg-os súlyukkal meglehetősen élethűek voltak. 
A nagyszámú női modell mellett férfi és transzvesztita változat is rendelhető volt 6-10 ezer dollár ellenében.
A realdoll női kínálata: 14 típusú fej, 5 bőrszín, 5 szemszín, többféle paróka és intim szőrzet közül választhattak a vásárlók. Matt McMullen, a vállalat tulajdonosa kezdetben egy garázsban fröccsöntött különféle maszkokat, és csupán szórakozásból készített egy női portrét, amit közzétett az interneten. Miután megjelent az interneten azzal szembesült, hogy többen feltették a kérdést, hogy szexbaba-e és eladó-e. Így 1996-ban elkezdett kísérletezni a szilikonbabákkal és azóta több mint 10 000 darabot adott el belőle.
McMullen egy interjúban elmondta, hogy gyakoriak az egyedi, olykor extrém kívánságok, de kislányokat, háziállatokat, vizelő vagy tejelő, Britney Spears klón babákat nem gyárt és tervbe sincs ilyen.
Mint mondta, bár van ázsiai tinire emlékeztető babájuk, de ennél fiatalabb hatást keltő termékről szó sem lehet.

## Szexrobot a 21. században
A 21. században, egészen pontosan 2010-ben Douglas Hines feltalálta a Roxxxyt, amit Las Vegasban mutattak be, a világ első szexrobotjaként. A TrueCompanion cég elmondása szerint a modern szexrobot interaktív és teljes mértékben alkalmazkodik gazdája igényeihez. Főzni és porszívózni nem képes ugyan a robot, de autókról, motorokról vagy bármilyen más témáról lehet vele beszélgetni. Továbbá érzi a tapintást és még el is alszik. A robot barátnőnek hússzerű mesterséges bőre van és intelligenciája, emberi tulajdonságokkal próbálták felruházni fejlesztői. A Roxxxy 54 kg-os, 170 cm, mellei az átlagos nőnél valamennyivel nagyobb lett. 
Az anatómiailag élethű szexrobotnak van gerince, mely az emberéhez hasonlóan mozgatható, de önmagától képtelen a mozgásra, kizárólag három testnyílását képes mozgatni. Mesterséges szíve hűtőfolyadékot keringet. Öt személyiséget programoztak a Roxxxyba: Frigid Farrah félénk és visszahúzódó személyiség, míg Vad Wendy bevállalós kalandor, Érett Márta gondoskodó és igazi anyatípus, S and M Zsuzsa nagyobb izgalmakat okoznak.
A robotnő vezeték nélkül csatlakozik az internetre, így frissíthető a szoftvere, sőt nem csak módosíthatják a felhasználók szexrobotjuk személyiségét, de cserélhetnek is a cég honlapján.
Vételára modelltől függően 8-9 ezer dollár (1.4-1.6 millió Ft). Kapható Európában is és már készül Rocky, a férfi változat.  

## További jegyzetek
Michael W. Wiederman; Bernard E. Whitley Jr, Lawrence Erlbaum Associates, 2002, Handbook for Conducting Research on Human Sexuality
Hír24: Szexbabák veszik át az uralmat Bécsben